# Ruta 30 (Uruguay)
La ruta 30 es una de las rutas nacionales de Uruguay. Con una extensión de 260 km, atraviesa los departamentos de Artigas, Salto y Rivera, en el norte del país.

## Designación
Esta carretera fue designada en 1983 por ley 15497, con el nombre del Brigadier General Eugenio Garzón.

## Trazado

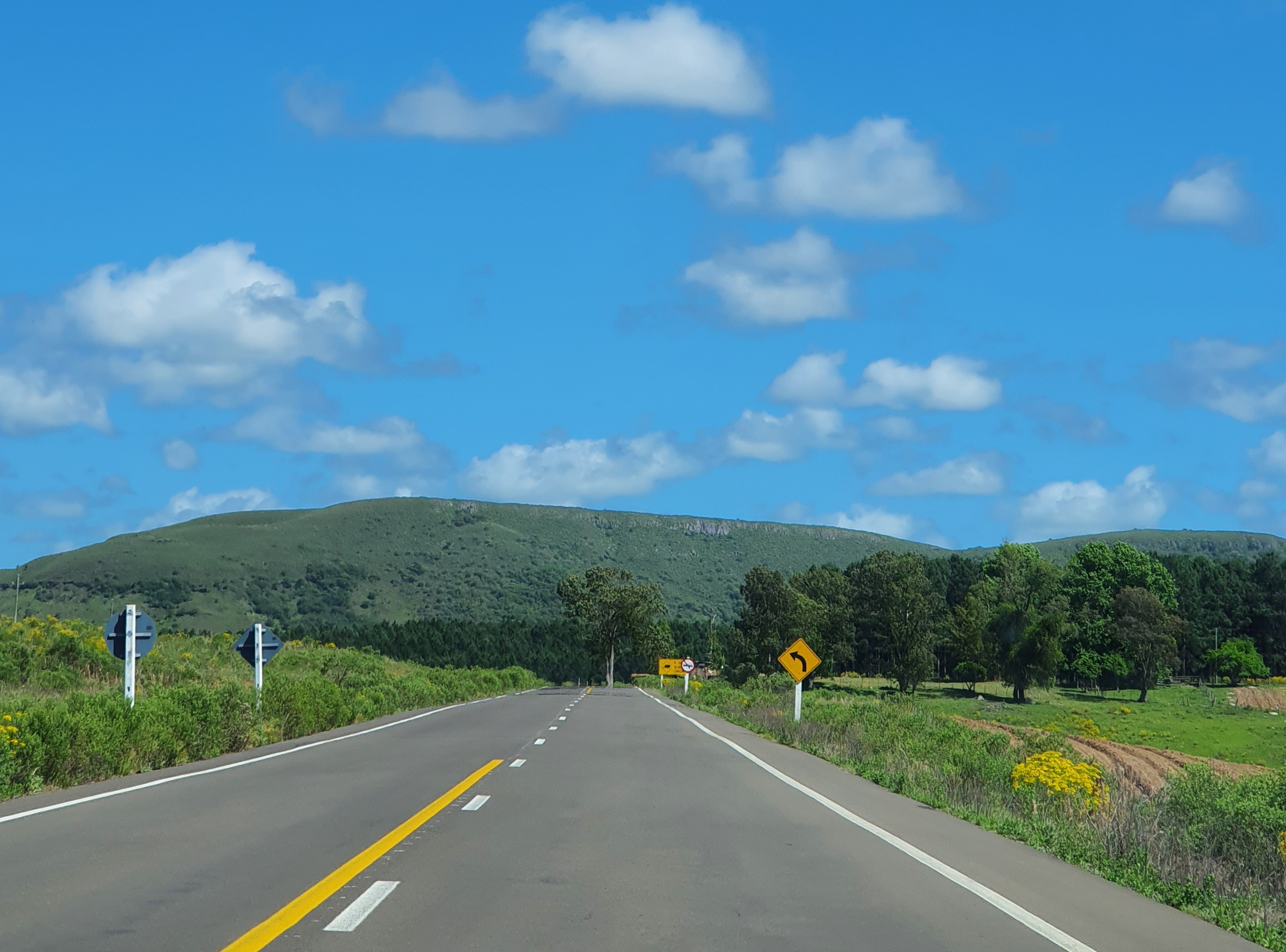
Ruta 30 al oeste de la ciudad de Tranqueras, en el departamento de Rivera.

En su trayecto atraviesa el departamento de Artigas de oeste a este, y parte del departamento de Rivera. Su trazado recorre diversas zonas de plantaciones de caña de azúcar y arroz, campos de cría de ganado ovino y bovino, yacimientos de ágatas y amatistas y áreas forestadas para producción de madera y pasta de celulosa.
Esta ruta nace en un empalme con la ruta 3, 22 km al sur de la ciudad de Bella Unión y se dirige hacia el este del departamento de Artigas, pasando por la localidad de Tomás Gomensoro y Javier de Viana. Luego de 130 km llega a la ciudad de Artigas, prosiguiendo su recorrido, esta vez con dirección sureste por otros 130 km atravesando las localidades de Cerro Ejido, Pintadito, Masoller y la ciudad de Tranqueras, hasta enlazar con la ruta 5 en otro empalme. Este último tramo, forma parte de la red primaria nacional de carreteras (vías que unen capitales departamentales entre sí, construidas con carpeta asfáltica o tratamiento bituminoso).
A unos km de la ciudad de Artigas, en este sector de dicha carretera, se puede acceder a la famosa Piedra Pintada, por un camino de balasto.
En esta segunda parte atraviesa la zona del arroyo Catalán, reconocida por sus yacimientos de piedras semi-preciosas ágatas y amatistas. 
Un punto pintoresco a 30 km de su enlace con ruta 5, en los alrededores de la ciudad de Tranqueras,  es la llamada Bajada de Pena, un lugar escarpado sobre la Cuchilla Negra, desde donde se aprecia un paisaje agreste de singular belleza.
Es uno de los miradores más importantes del complejo ecológico Valle del Lunarejo.

### Hoja de ruta
Puntos destacados según el kilometraje:

#### Tramo ruta 3-Artigas
- km 000.000: empalme con ruta 3:
  - al norte: a Bella Unión.
  - al sur: a Salto, Paysandú y Montevideo.
- km 016.700: arroyo Itacumbú.
- km 022.700: empalme con ramal de ruta 30 a Tomás Gomensoro (9003)
  - al noroeste: a Tomás Gomensoro y Bella Unión.
  - al sureste: a Baltasar Brum.
- km 030.300: arroyo Yucutujá Miní.
- km 038.200: arroyo Yucutujá.
- km 056.500: empalme con camino a Baltasar Brum (acceso este)
- km 057.500: cañada El Sauce.
- km 058.200: Pueblo Paso Farías y acceso a Colonia José Artigas.
- km 062.000: arroyo Cuaró Grande (Paso Farías).
- km 064.300: empalme con Camino a Bernabé Rivera y Topador.
- km 084.000: arroyo Pelado.
- km 095.500: arroyo Tres Cruces Grande.
- km 097.000: Javier de Viana.
- km 108.000: empalme con camino a Topador.
- km 124.500: arroyo Chiflero.
- km 127.000: rotonda con ruta 4
  - al sur a Paso Campamento, Sequeira y ruta 31.
- km 129.000: rotonda 
  - al noreste: acceso a Artigas por Avenida Artigas.
  - al sureste: by pass ruta 30.

## Características
Estado y tipo de construcción de la carretera según el tramo 
| Tramo                     | Tipo de Red             | Tipo de Construcción                     | Estado    |
| ------------------------- | ----------------------- | ---------------------------------------- | --------- |
| Ruta 5 - Artigas          | Red Nacional Primaria   | Carpeta Asfáltica-Tratamiento bituminoso | Muy bueno |
| Artigas - Tomás Gomensoro | Red Nacional Secundaria | Tratamiento bituminoso                   | Muy bueno |
| Tomás Gomensoro - Ruta 3  | Red Nacional Secundaria | Tratamiento bituminoso                   | Muy bueno |